# まんのう町

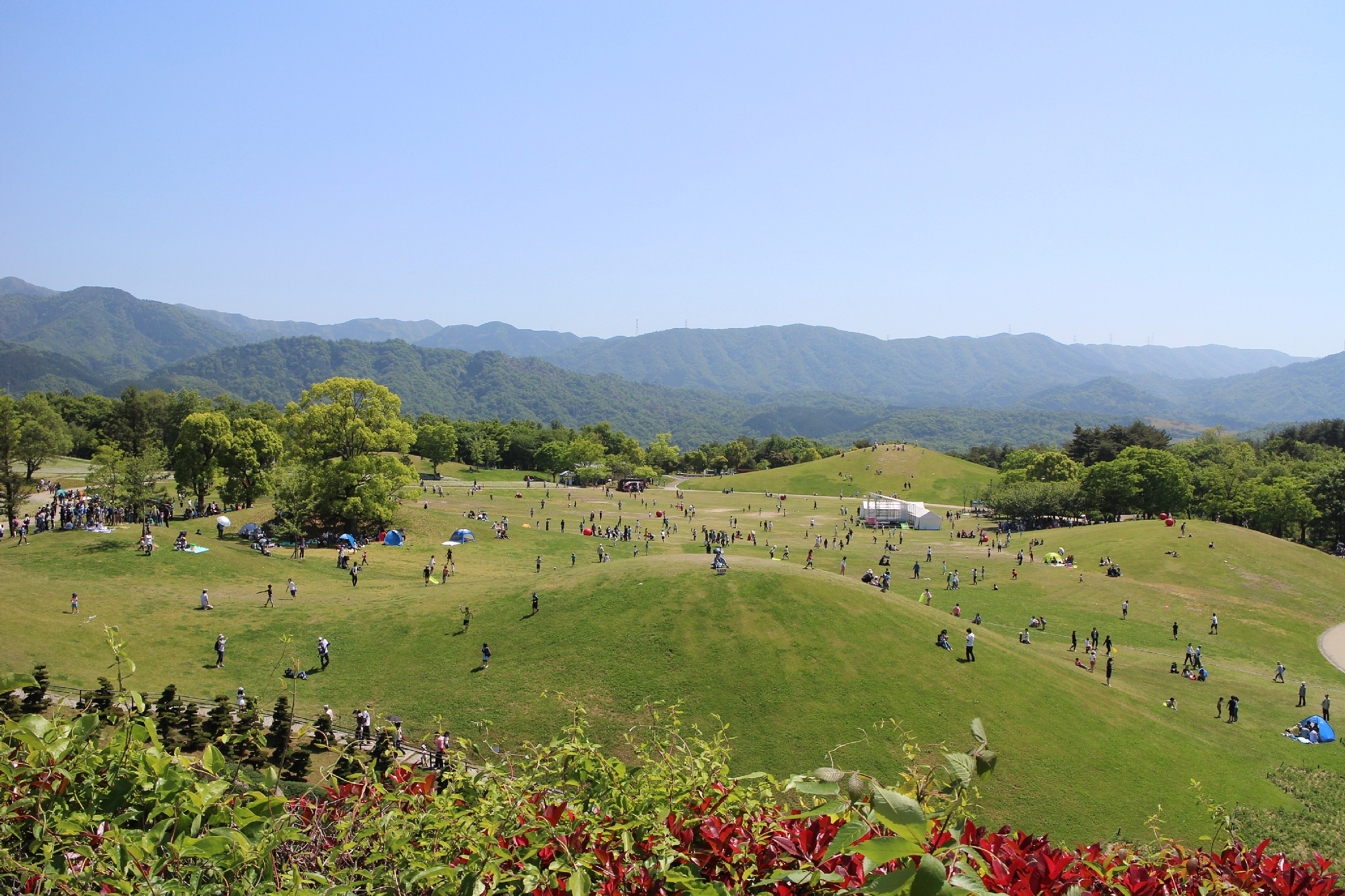
国営讃岐まんのう公園

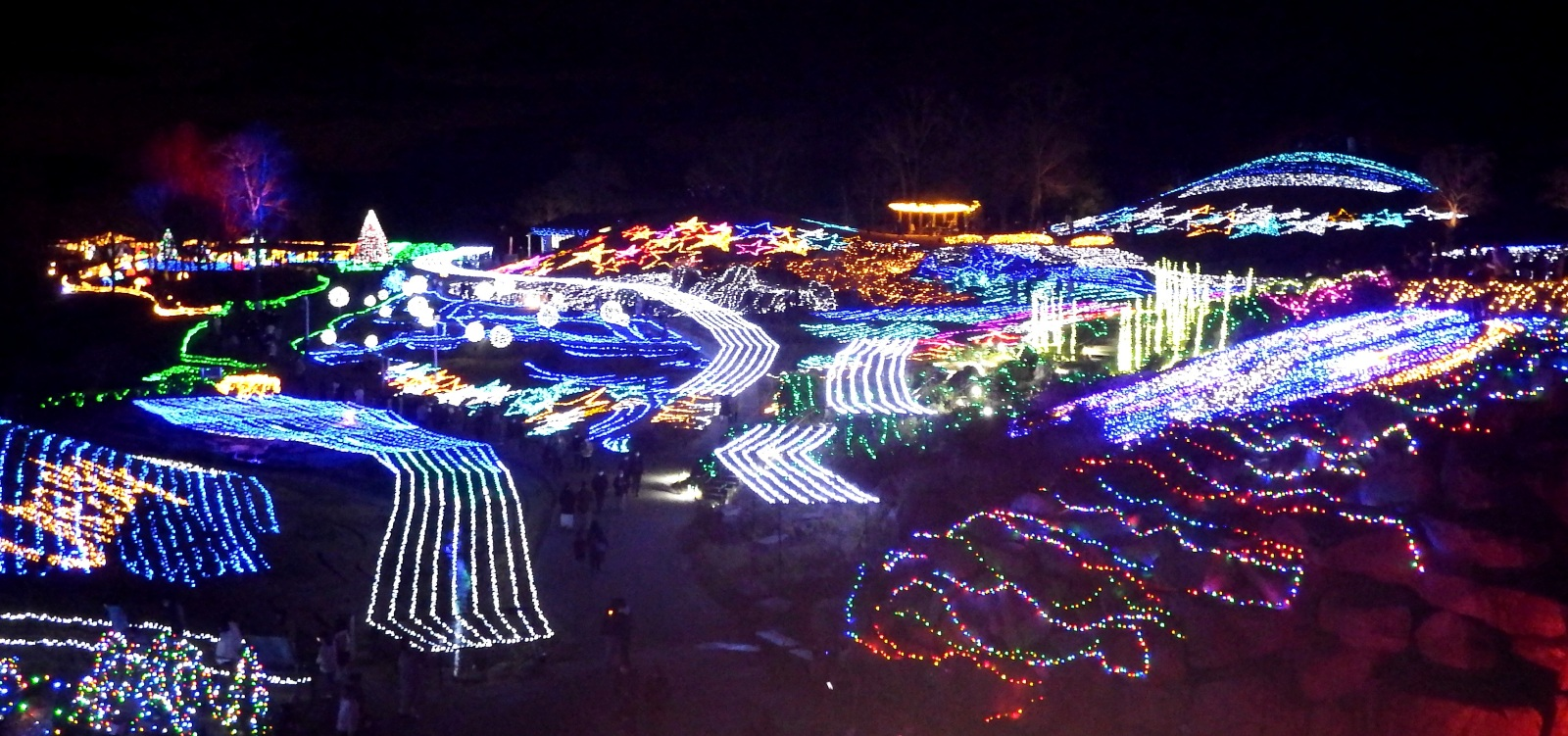
ウインターファンタジー2021　(同上）

まんのう町（まんのうちょう）は、香川県の町。仲多度郡に属している。
満濃池を中心とした利水・伝統を活かしたまちづくりにより水の郷百選に選定されている。

## 地理
当町には香川県の最高峰である竜王山西峰（標高1060m）と第二の高峰である大川山（標高1043m）があり、それらが属する讃岐山脈の北麓に位置し、香川県西南部の丘陵に広がっている。町の中央には日本最大の灌漑用のため池・満濃池に代表される大小900余りのため池を有し、町の南北を土器川（一級河川）が流れる。土器川に沿うように国道438号があり三頭トンネルで徳島県に通ずる交通の一窓口となっている。西側には西讃地方へ流れる財田川がある。
- 山：竜王山、大川山、笠形山、城山
- 池：満濃池、備中地池
- 川：土器川、金倉川、財田川

## 歴史
- 2006年（平成18年）3月20日 - 仲多度郡の琴南町、仲南町、満濃町が合併（新設合併）し、まんのう町が発足。同時に町章を制定する。[1]
- 2009年（平成21年）12月20日 - 小惑星の一つが「Mannoucho（まんのう町）」と命名されている。香川県の地名が小惑星の地名に採用されるのは当町が初である[2]。
- 2021年（令和3年）7月2日 - 「日本で最も美しい村」連合に「まんのう町（琴南・仲南・長炭地区）」が加盟[3]。

## 行政

### 町長
- 町長: 栗田 隆義（くりた たかよし）
  - 2014年（平成26年）4月就任、3期目

### 町議会
- 町会議員: 定数 16人

### 町役場組織
主要な組織（部局）のみ記載（2016年（平成28年）4月1日現在）
- 総務課
- 企画観光課
- 税務課
- 住民生活課
- 福祉保健課
- 健康増進課
- 農林課
- 建設土地改良課
- 地籍調査課
- 琴南支所
- 仲南支所
- 会計室

### 警察
- 香川県警察琴平警察署　美合駐在所
- 香川県警察琴平警察署　四條駐在所
- 香川県警察琴平警察署　十郷駐在所

### 消防
- 仲多度南部消防組合琴南出張所

### 町内にある国・県の機関
- 四国森林管理局香川森林管理事務所　七箇森林事務所
- 四国地方整備局香川河川国道事務所公園課
- 香川県森林センター
- 香川県農業試験場満濃試験地

### 衆議院
- 任期 ： 2021年（令和3年）10月31日 - 2025年（令和7年）10月30日（「第49回衆議院議員総選挙」参照）

| 選挙区                                                                                | 議員名     | 党派名     | 当選回数 | 備考   |
| ------------------------------------------------------------------------------------- | ---------- | ---------- | -------- | ------ |
| 香川県第3区（まんのう町、丸亀市（旧丸亀市域）、三豊市、観音寺市、善通寺市、仲多度郡） | 大野敬太郎 | 自由民主党 | 4        | 選挙区 |

## 産業

### 特産品
- タケノコ
- 茶
- カリン
- 柿
- イチジク
- 苺
- 菊
- シイタケ
- キャベツ
- ひまわり
  - ひまわり油、ひまわり牛[4]

### 本社を置く主な企業
- 味源（食品製造卸業）

## 姉妹都市・提携都市
- 日本 東大阪市（大阪府）

## 地域

### 人口
| |                                            |  |
| まんのう町と全国の年齢別人口分布（2005年） | まんのう町の年齢・男女別人口分布（2005年） |  |
| ■紫色 ― まんのう町 ■緑色 ― 日本全国 | ■青色 ― 男性 ■赤色 ― 女性                  |  |
| まんのう町（に相当する地域）の人口の推移 \| 1970年（昭和45年） \| 23,674人 \| \| \| 1975年（昭和50年） \| 23,221人 \| \| \| 1980年（昭和55年） \| 23,049人 \| \| \| 1985年（昭和60年） \| 23,075人 \| \| \| 1990年（平成2年） \| 22,497人 \| \| \| 1995年（平成7年） \| 21,756人 \| \| \| 2000年（平成12年） \| 20,969人 \| \| \| 2005年（平成17年） \| 19,896人 \| \| \| 2010年（平成22年） \| 19,087人 \| \| \| 2015年（平成27年） \| 18,377人 \| \| \| 2020年（令和2年） \| 17,401人 \| \| |                                            |  |
| 総務省統計局 国勢調査より |                                            |  |
| 1970年（昭和45年） | 23,674人                                   |  |
| 1975年（昭和50年） | 23,221人                                   |  |
| 1980年（昭和55年） | 23,049人                                   |  |
| 1985年（昭和60年） | 23,075人                                   |  |
| 1990年（平成2年） | 22,497人                                   |  |
| 1995年（平成7年） | 21,756人                                   |  |
| 2000年（平成12年） | 20,969人                                   |  |
| 2005年（平成17年） | 19,896人                                   |  |
| 2010年（平成22年） | 19,087人                                   |  |
| 2015年（平成27年） | 18,377人                                   |  |
| 2020年（令和2年） | 17,401人                                   |  |

### 市外局番
全域が0877（丸亀MA）

### 郵便
町内の集配業務は、琴平郵便局（琴平町）が担当している。：766-00xx、766-85xx、766-86xx、766-87xx、766-02xx、769-03xx
- 高篠郵便局
- 吉野郵便局

- 琴南郵便局
- 美合郵便局

- 仲南郵便局
- 四条簡易郵便局

- 買田簡易郵便局

### 地名
旧満濃町域
- 神野
- 岸上
- 公文
- 炭所西
- 炭所東
- 長尾
- 西高篠
- 羽間
- 東高篠
- 真野
- 吉野
- 吉野下

旧琴南町域
- 勝浦
- 川東
- 造田
- 中通

旧仲南町域
- 生間
- 後山
- 追上
- 大口
- 買田
- 佐文
- 塩入
- 七箇
- 新目
- 帆山
- 宮田
- 山脇

### ケーブルテレビ
- 中讃ケーブルビジョン

## 教育

### 学校

#### 中学校
町立
- まんのう町立満濃中学校

#### 小学校
町立
- 琴南小学校
- 長炭小学校
- 満濃南小学校
- 四条小学校
- 高篠小学校
- 仲南小学校

#### 幼稚園
町立
- 満濃南こども園
- 四条こども園
- 高篠こども園
- 長炭こども園
- 琴南こども園
- 仲南こども園

## 医療

### 公立病院・診療所
- まんのう町立造田診療所（造田）
  - 内科、診療日は月、水、金。

- まんのう町立美合診療所（美合）
  - 内科、診療日は火、木、土。

### 民間病院・診療所
- 救急指定病院は１院あり。
  - 永生病院（買田）

### 動物病院
- 久保動物病院（四條）

## 交通

### 鉄道路線
町内にはJR土讃線と高松琴平電気鉄道が通っているが、町役場のある町中心部に駅はない。町役場の最寄鉄道駅は隣の琴平町にあることでんの榎井駅である。
- 四国旅客鉄道
  - 土讃線：（琴平町） - 塩入駅 - 黒川駅 - （三豊市）
- 高松琴平電気鉄道
  - 琴平線：（丸亀市） - 羽間駅 - （琴平町）

### 路線バス
- 琴参バス：琴平町～旧・満濃町～旧・琴南町

### 道路
幹線道路は町域北部に高松市と琴平町間を結ぶ琴平街道（現在香川県道282号、国道32号）、町域南部は徳島県美馬市へ通じる国道438号が通っている。
境界を接する市町のうち、高松市は本町とを直結する道路が存在しないため、他市町を通らずに行き来することは不可能である。三好市へも他市町を通らずに自動車で行き来するのは困難である。香川県道154号久保谷塩江線は市町境付近が不通区間となっている。

#### 一般国道
- 国道32号
- 国道377号
- 国道438号

#### 県道
- 主要地方道
  - 香川県道4号丸亀三好線
  - 香川県道17号府中造田線
  - 香川県道23号詫間琴平線
  - 香川県道39号国分寺中通線
  - 香川県道46号長尾丸亀線
  - 香川県道47号岡田善通寺線
- 一般県道
  - 香川県道108号勝浦三野線
  - 香川県道154号久保谷塩江線
  - 香川県道190号炭所東琴平線
  - 香川県道197号財田まんのう線
  - 香川県道199号炭所西善通寺線
  - 香川県道200号まんのう善通寺線
  - 香川県道202号春日讃岐財田停車場線
  - 香川県道265号枌所西造田線
  - 香川県道282号高松琴平線

#### 道の駅
- 空の夢もみの木パーク
- ことなみ

## 名所・旧跡・観光スポット・祭事・催事

### 名所・旧跡・観光スポット
- 満濃池： 日本の音風景100選
- 中寺廃寺跡（国の史跡）
- 天川神社社叢（国の天然記念物）
- 重田家住宅主屋 （国の登録有形文化財）
- 満濃池森林公園（満濃池西部）
- 国営讃岐まんのう公園
- かりんの丘公園
- 尾の瀬山公園
- 二宮公園
- ほたるみ公園
- ふるさと研修館
- 仲南産直市
- かりん亭
- かりん会館
- 満濃うどんトライアングル： 香川県道197号財田まんのう線と香川県道190号炭所東琴平線の交差点付近。かつて恐るべきさぬきうどんにて紹介された名店（小縣屋・長田うどん）ともう一店舗（柳生屋。現在は閉店して弟子の「よしのや」に）がトライアングル状に密集しているためにこのように呼称される。命名者は田尾和俊。
- 塩入温泉
- 美霞洞渓谷
- 美霞洞温泉（町営）
- エピアみかど（道の駅ことなみ）
- 塩入ふれあいロッジ
- 大滝大川県立自然公園
- 大川山キャンプ場
- 轟の滝
- まんのう天文台
- ひまわりの里まんのう[5]：帆山地区に所在するヒマワリ群。池坊花逍遥100選に選定されている[6]。
- 安造田東3号墳：7世紀初頭の古墳。1990年には、サーサーン朝ペルシャで製造された可能性が高い「モザイク玉」が出土している[7]。
- 二宮忠八飛行館
- 美合温泉
- ことなみ未来館：「高齢者が使いにくくなった」という指摘で閉鎖

### 神社・寺院・仏閣
- 神野神社：満濃池の畔にある。
- 加茂神社：綾子踊が奉納される。

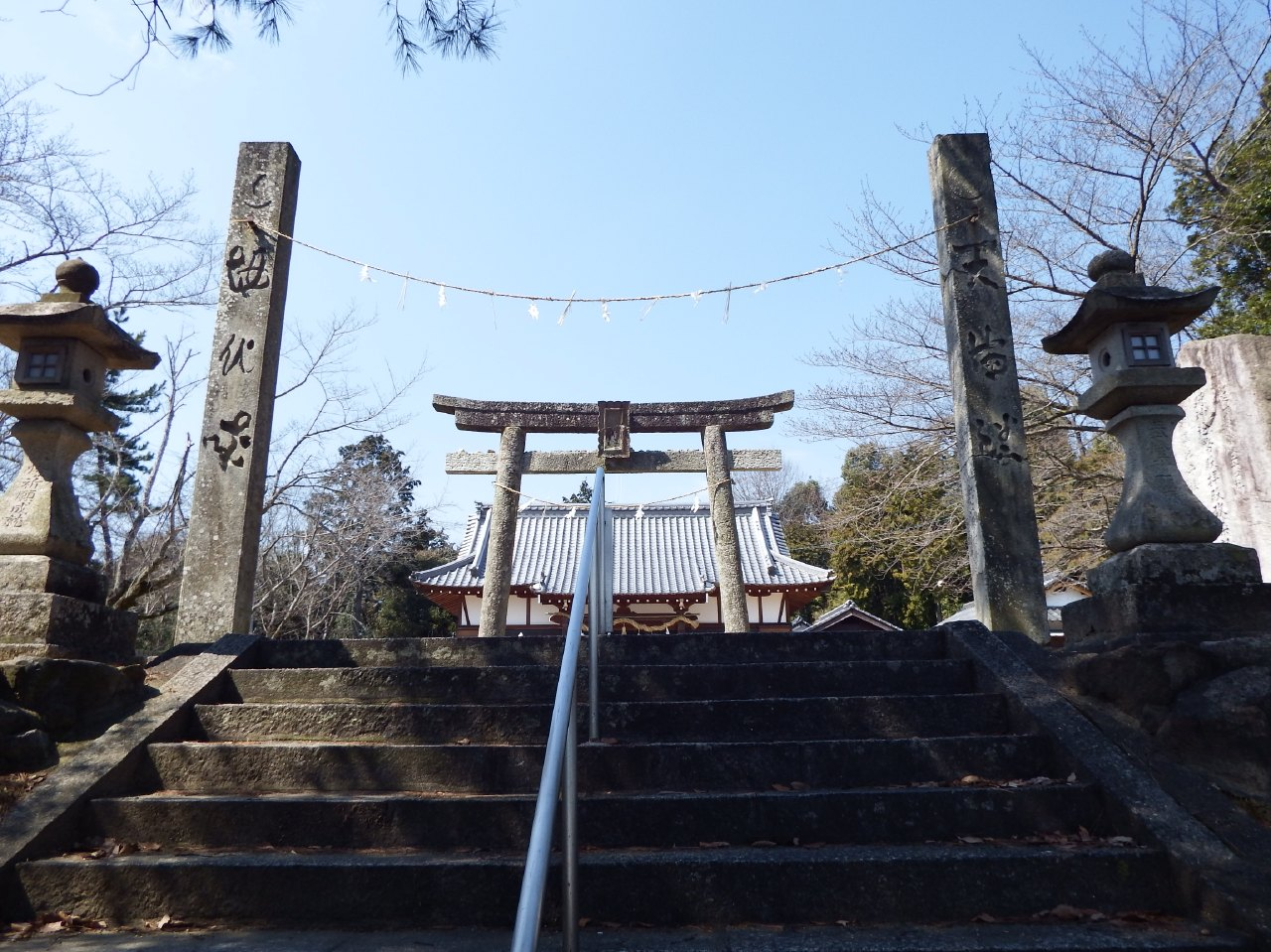
神野神社　境内

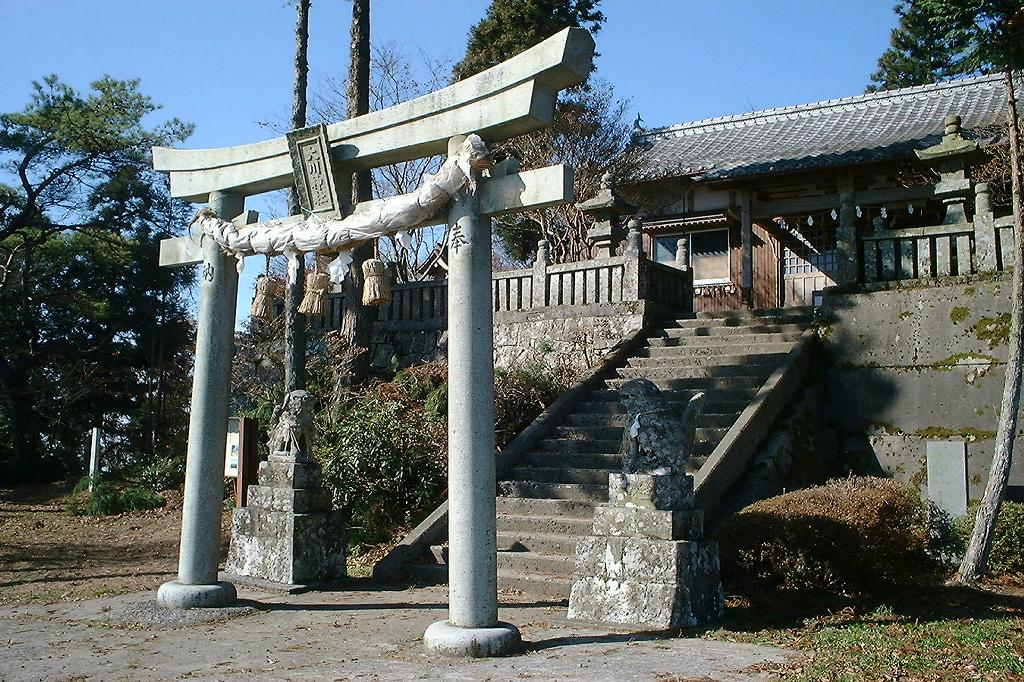
大川神社

- 大川神社（だいせんじんじゃ）：標高1042.9m香川県で第二の高峰頂上にある神社

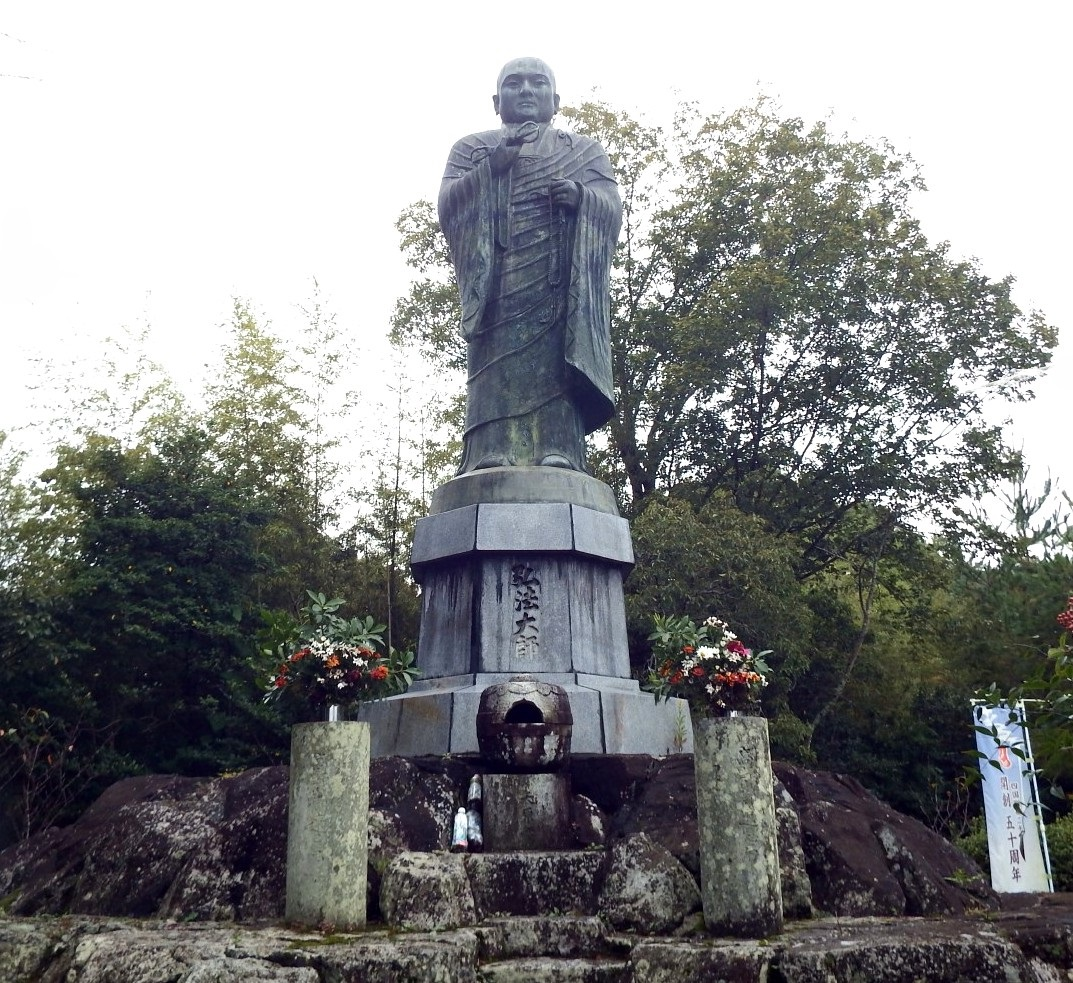
神野寺　満濃大師

- 神野寺（四国別格二十霊場17番）：満濃大師が満濃池を見下ろす。
- 尾の瀬神社：香川県指定の保存木のヤマザクラがある。
- 西光寺
- 円徳寺
- 春光寺
- 西念寺

### 祭事・催事
- 大川念仏踊り：旧暦の6月14日に近い日曜日に大川神社、中通八幡神社、新生の龍王社、天川神社で奉納される[8]。
- 綾子踊（重要無形民俗文化財）
- ひまわりまつり(ひまわりの里　まんのう)：7月中旬に仲南地区帆山公民館を中心に開催[9]。
- まんのう町かりんまつり

## 著名な出身者
- 天久聖一（漫画家、小説家、劇作家、アニメーター、Youtuber）
- 三原脩（野球監督）
- 鈴木義広（プロ野球選手）
- 寺嶋裕二（漫画家）
- 吉田金彦（国語学者）
- 山神明理 (気象予報士)
- 川口レイジ (ミュージシャン)

## ギャラリー

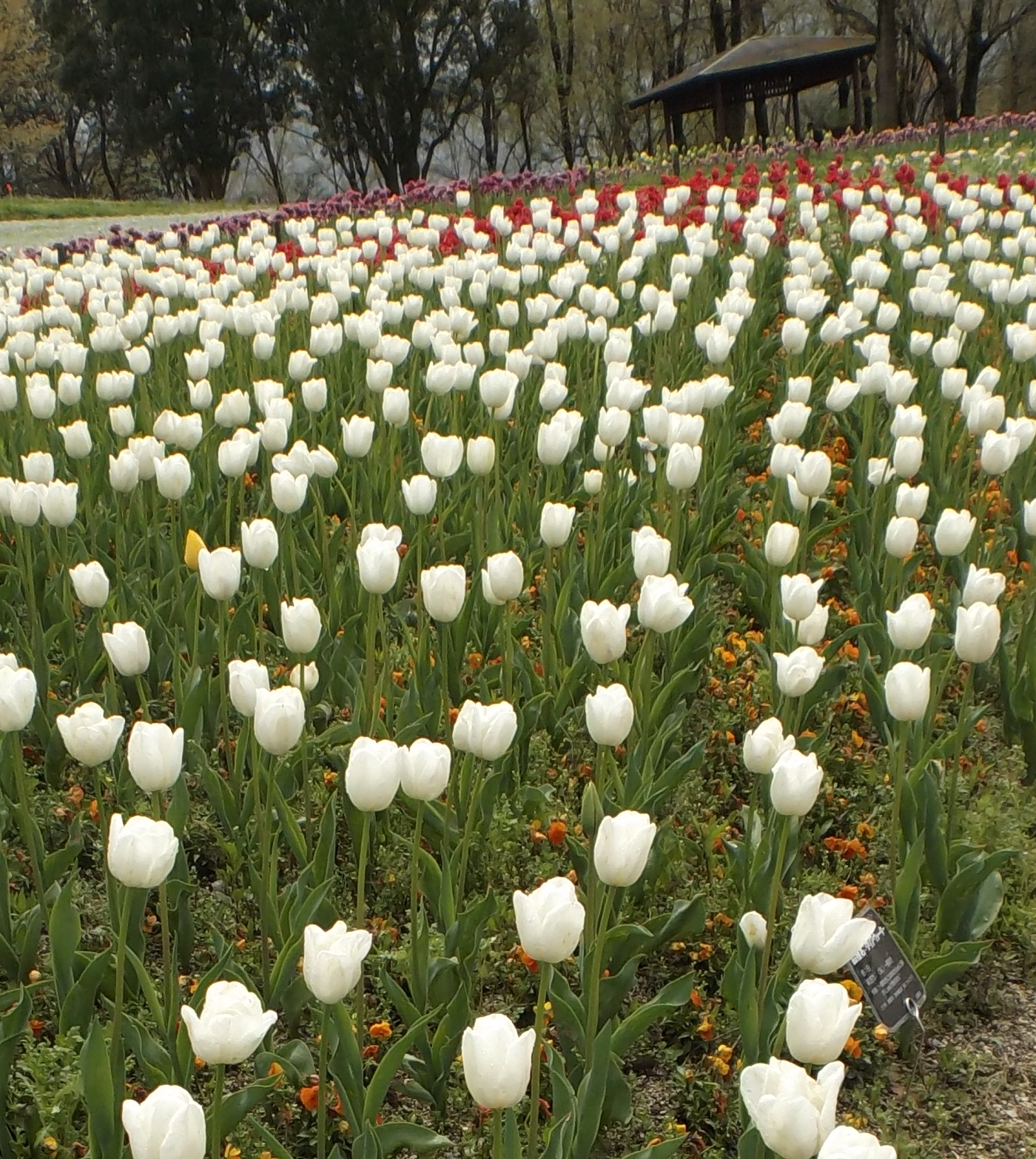
まんのう公園　花竜の道　チューリップ
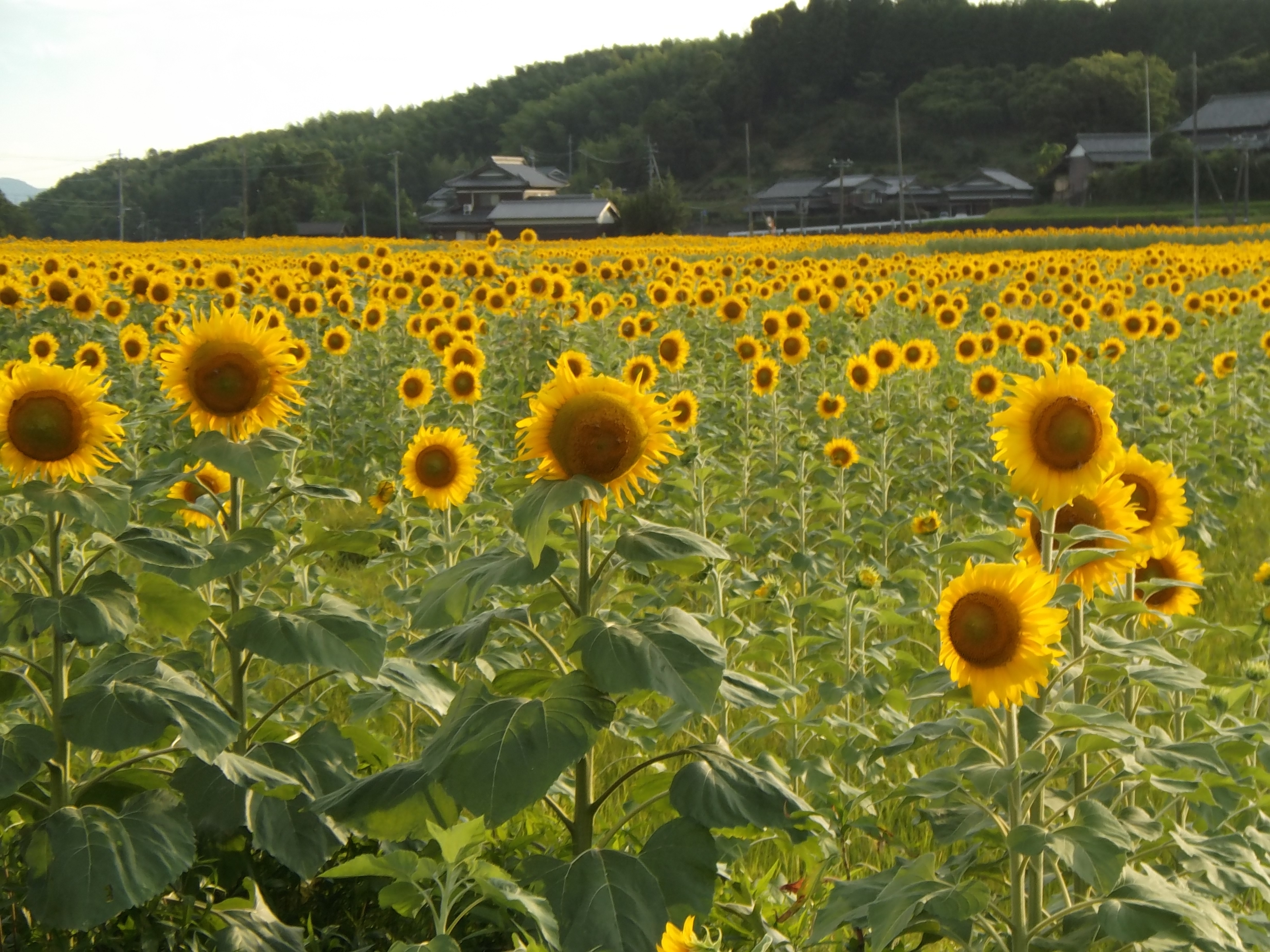
帆山のひまわりの里　まんのう
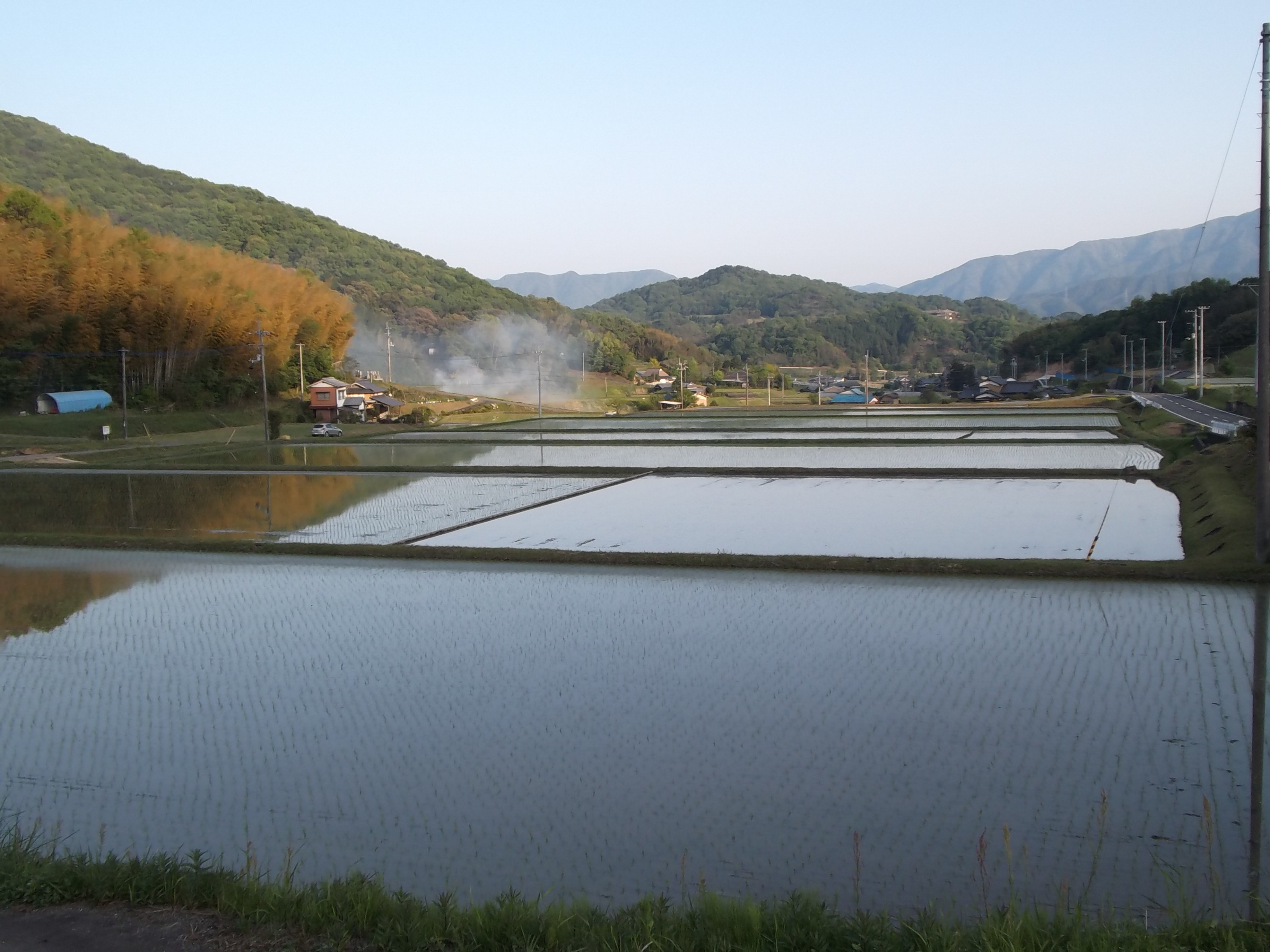
炭所の田の風景
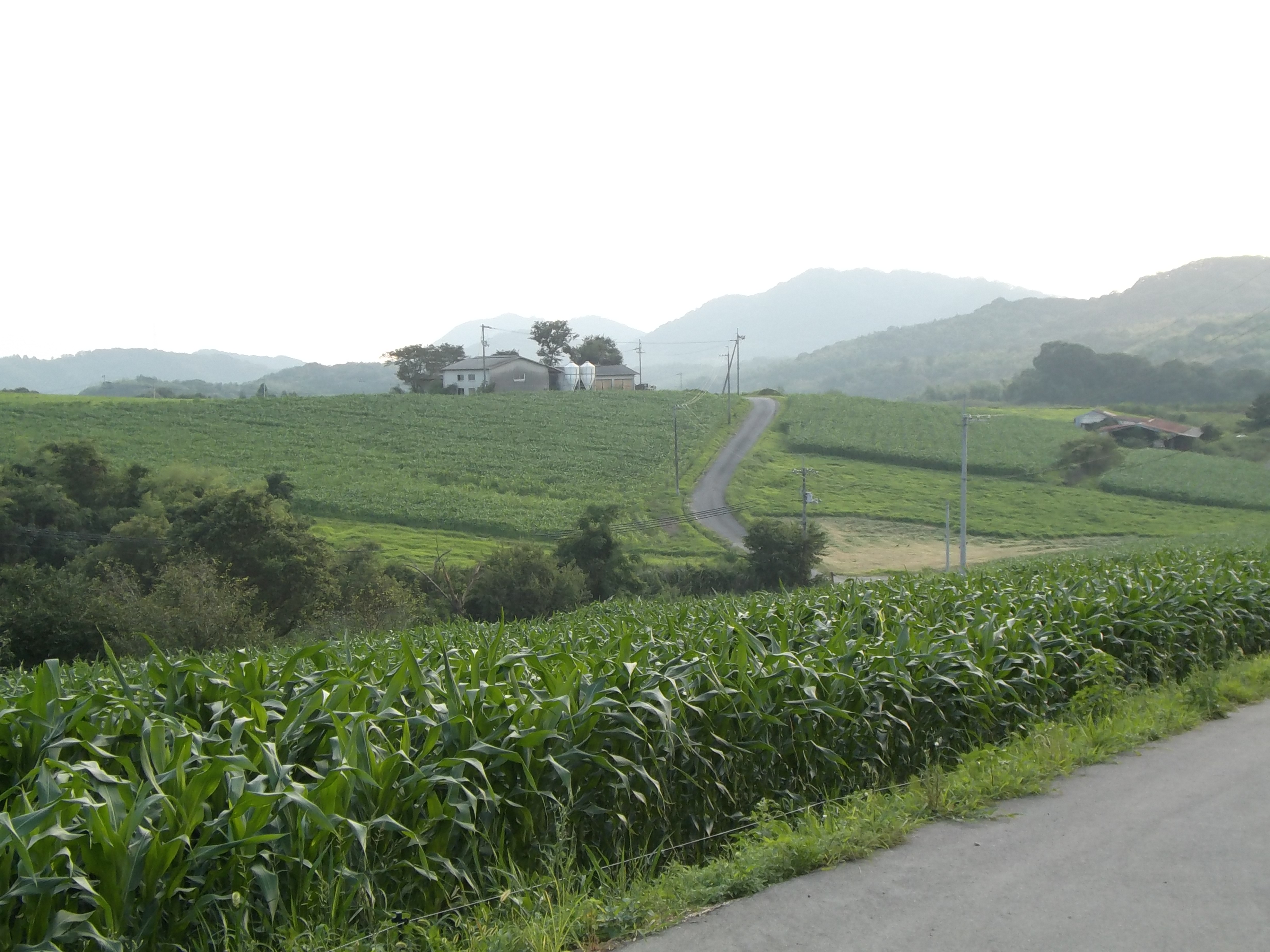
大口の風景
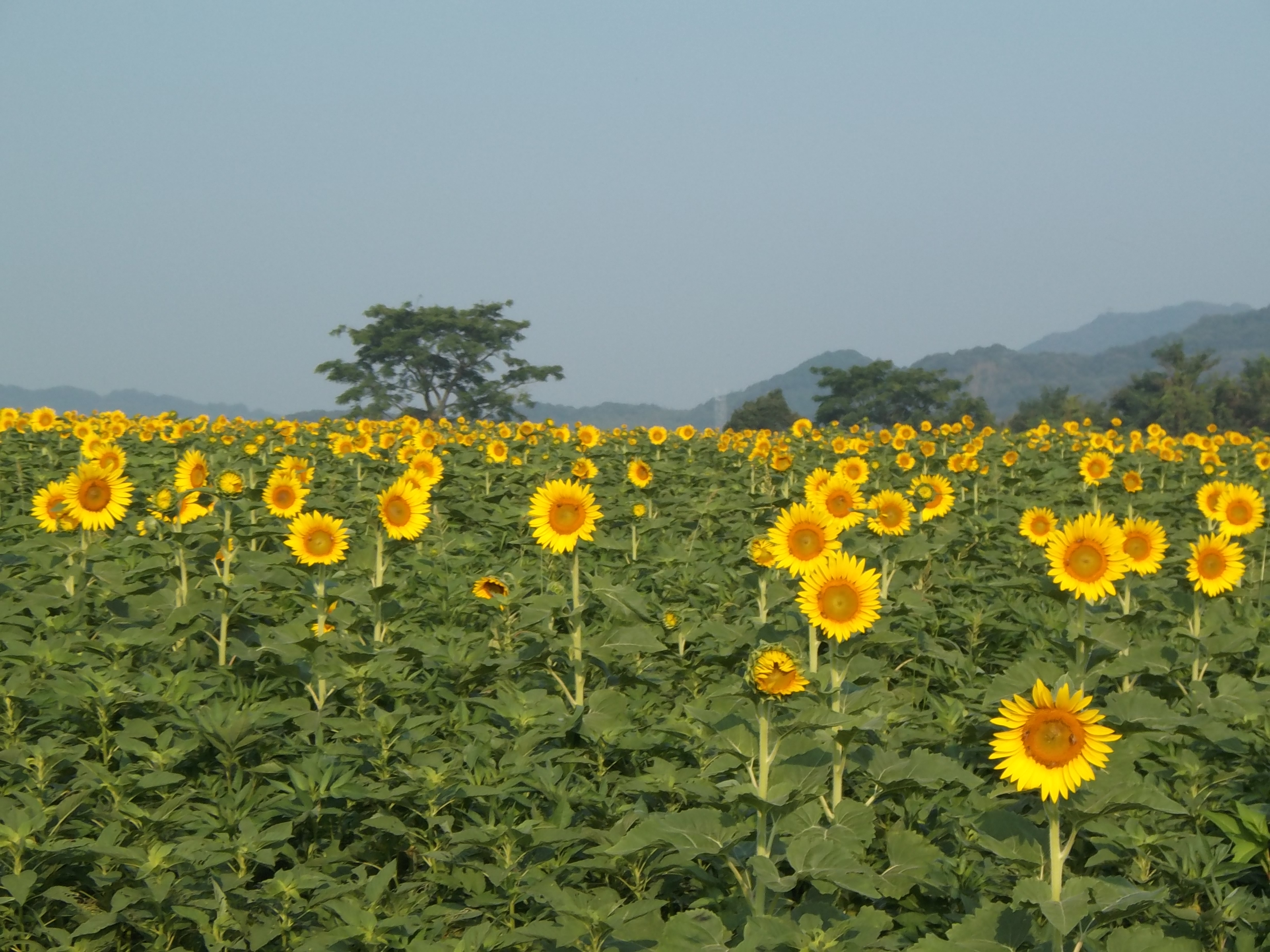
中山のひまわり畑
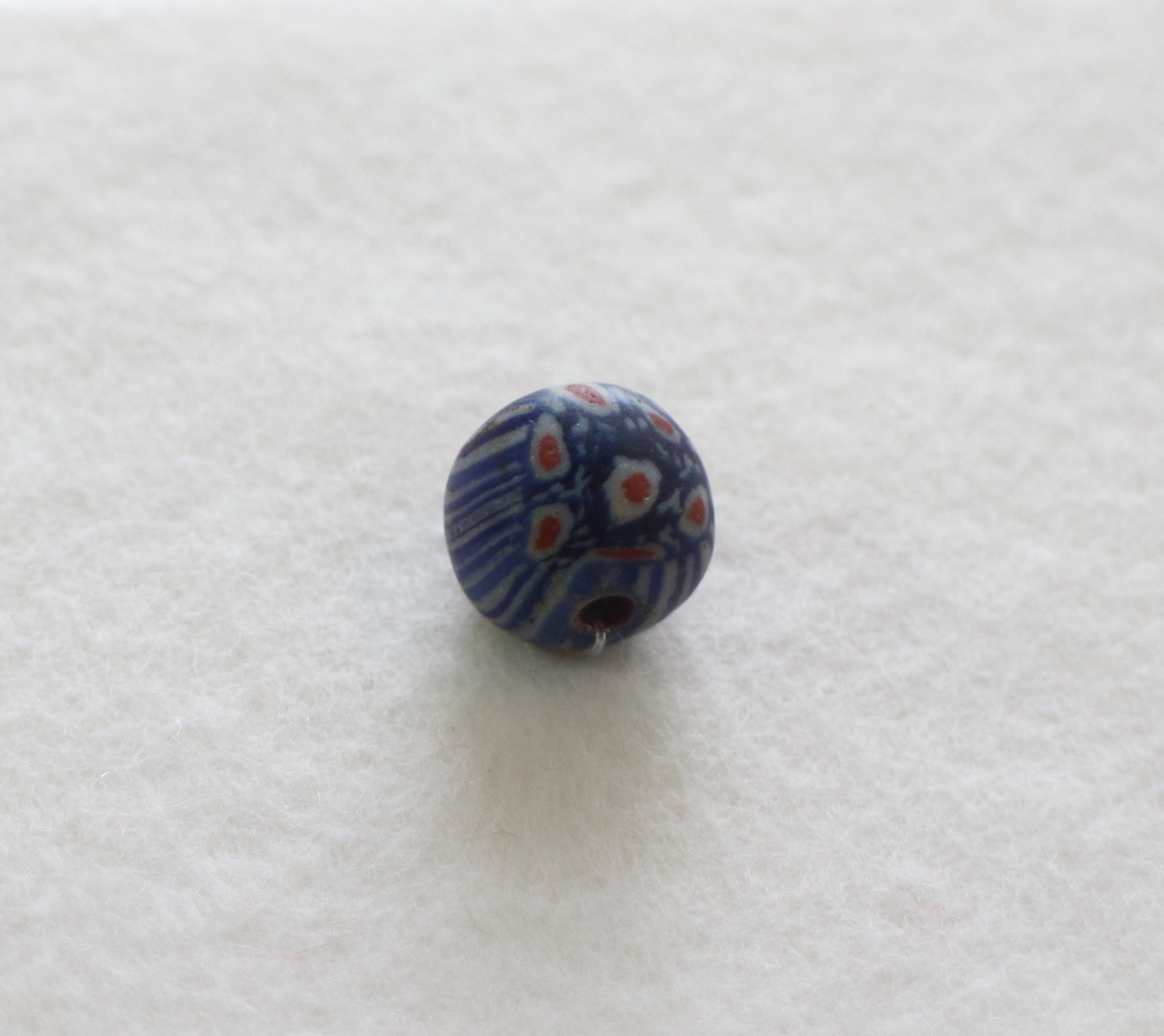
安造田東三号墳出土　モザイク玉
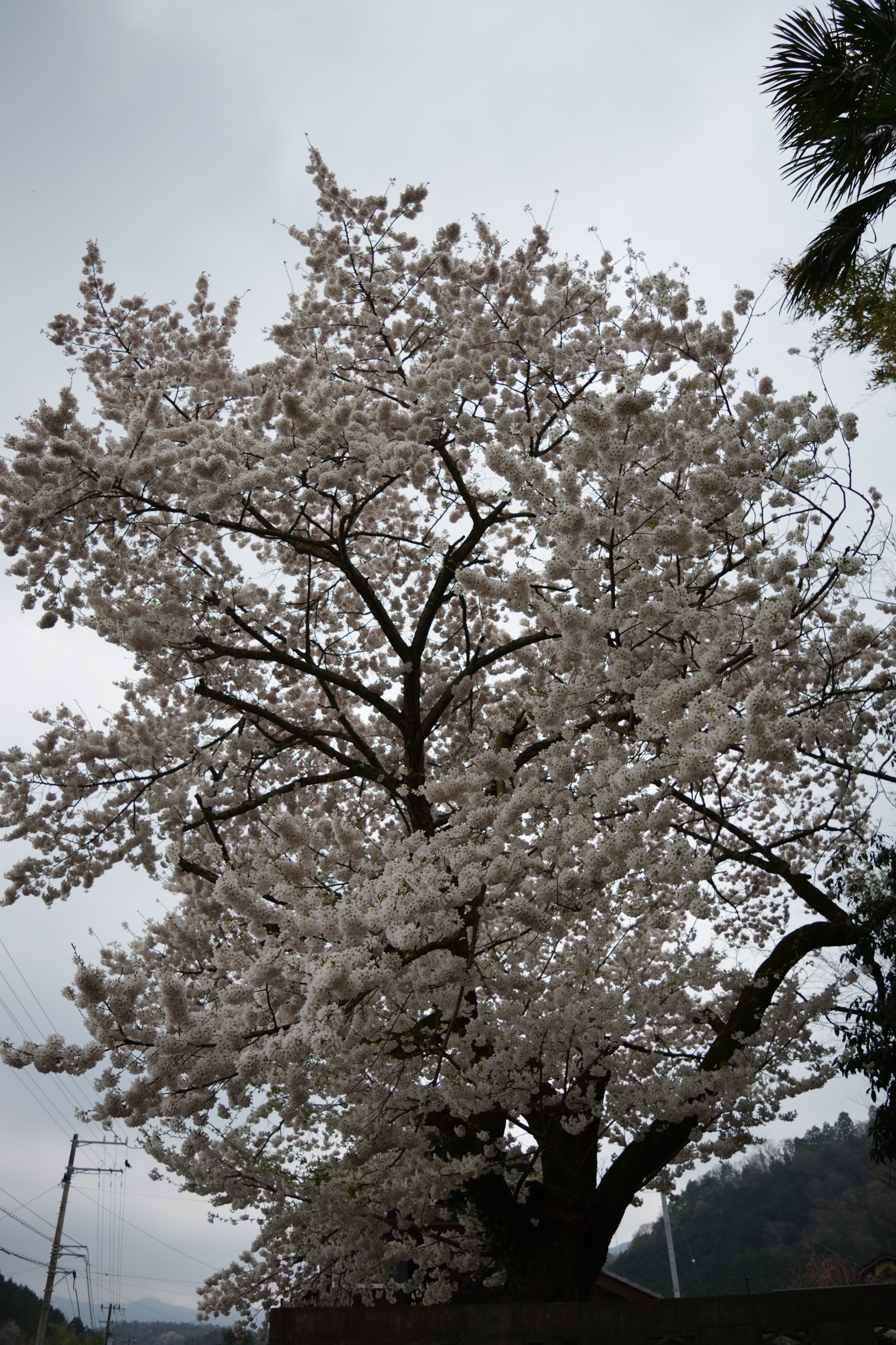
七箇にある桜
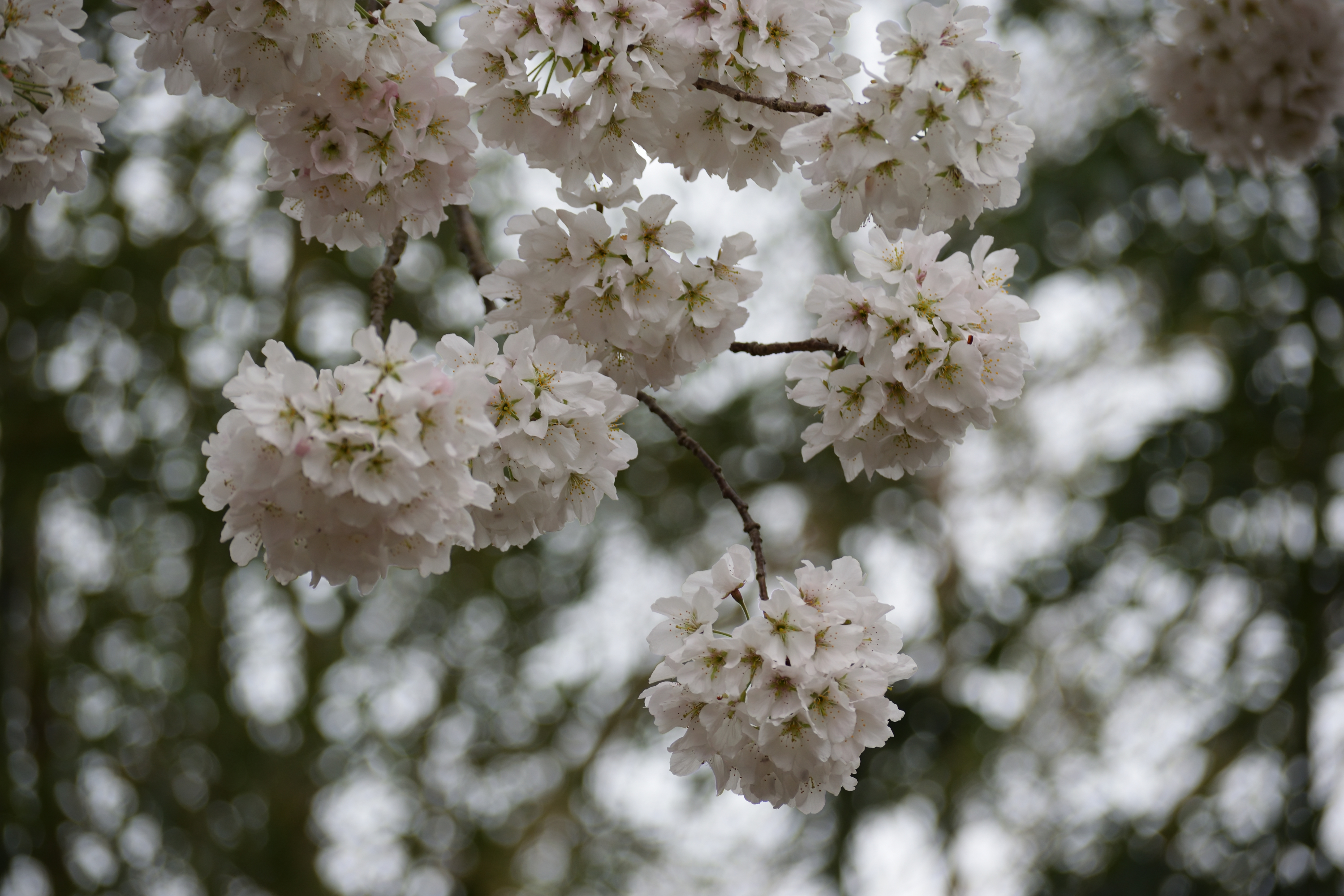
七箇にある桜　拡大
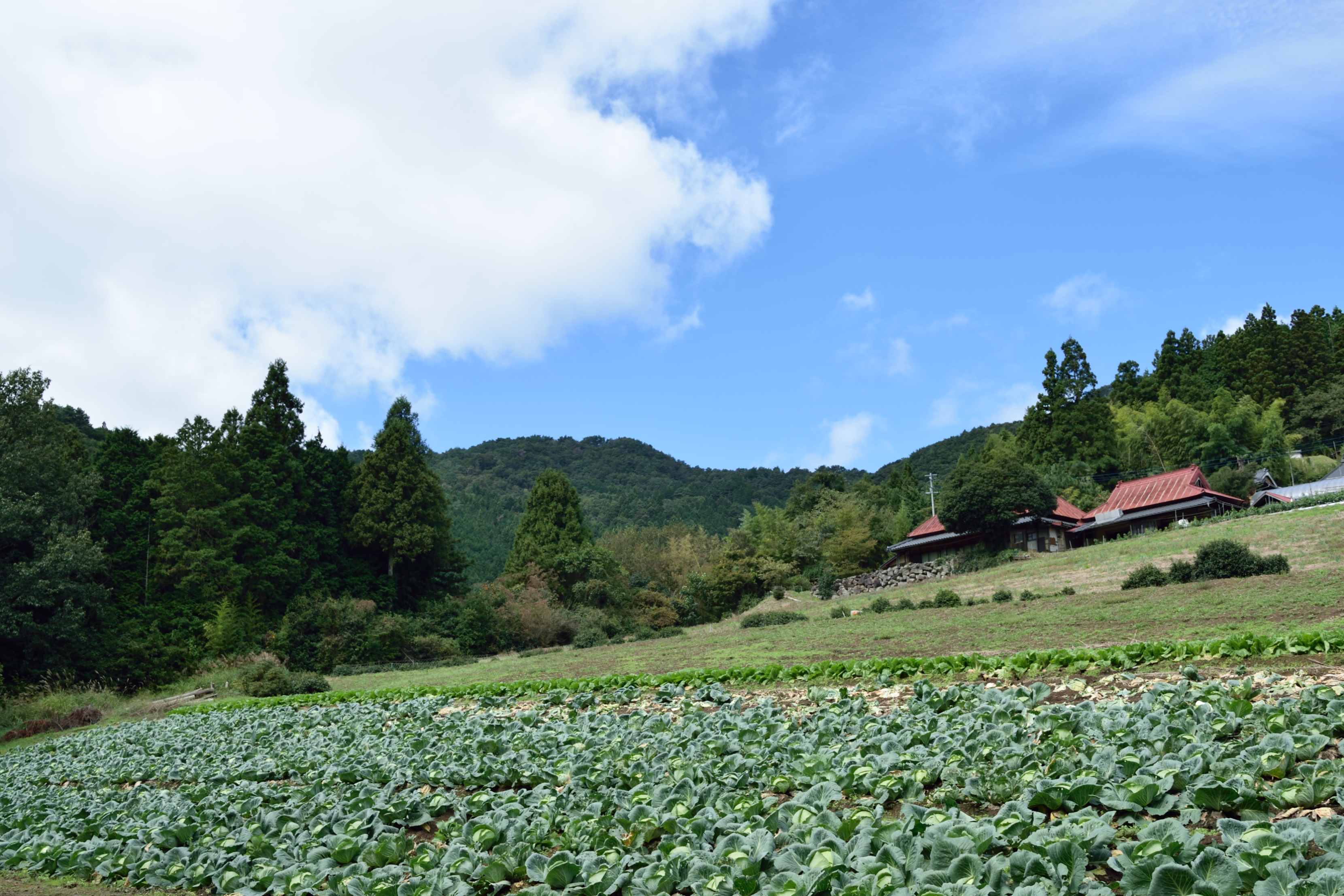
川奥のキャベツ畑